# Garz
Garz, Garz/Rügen – miasto w Niemczech w kraju związkowym Meklemburgia-Pomorze Przednie, na Pomorzu, w powiecie Vorpommern-Rügen, wchodzi w skład urzędu Bergen auf Rügen. Leży w południowej części wyspy Rugii ok. 5 km od wybrzeża i w 2008 r. liczyło ok. 2 500 mieszkańców. Uważane jest za najstarsze miasto Rugii.

## Toponimia i historia

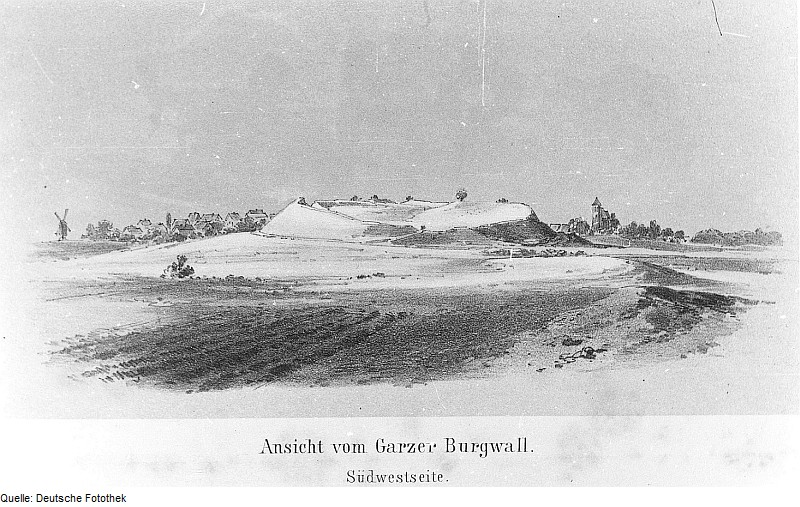
Słowiańskie grodzisko na rys. z XIX w.

Nazwa miasta pochodzi od słowa gard, które w narzeczu rugijskim oznaczało gród. W języku polskim oddawana była w formie Grodnica lub Gardziec, Gardziec Rański.
We wczesnym średniowieczu było siedzibą świeckich władców słowiańskiego plemienia Ranów. Przypuszczalnie tutaj (lub pod grodem Charenza) po upadku Arkony, książęta Jaromar I i Tesław poddali się chrystianizacji i zostali lennikami króla Danii Waldemara I Wielkiego. Lokacja miasta nastąpiła w 1319 roku. Po wygaśnięciu lokalnej linii książęcej w 1325 część księstwa pomorskiego dynastii Gryfitów, a po wygaśnięciu tegoż rodu i pokoju westfalskim z 1648 miasto znalazło się w granicach Szwecji. W 1815 włączone do Prus, od 1871 część Niemiec.
W 2001 włączono do miasta wieś Groß Schoritz, w 2004 Zudar, a w 2005 Karnitz.

## Zabytki
- Średniowieczne grodzisko słowiańskie
- Kościół św. Piotra z XIV w., gotycki
- Ratusz
- Dwór
- Kościół św. Wawrzyńca z XIV w. w dzielnicy Zudar, gotycki
- Stare domy

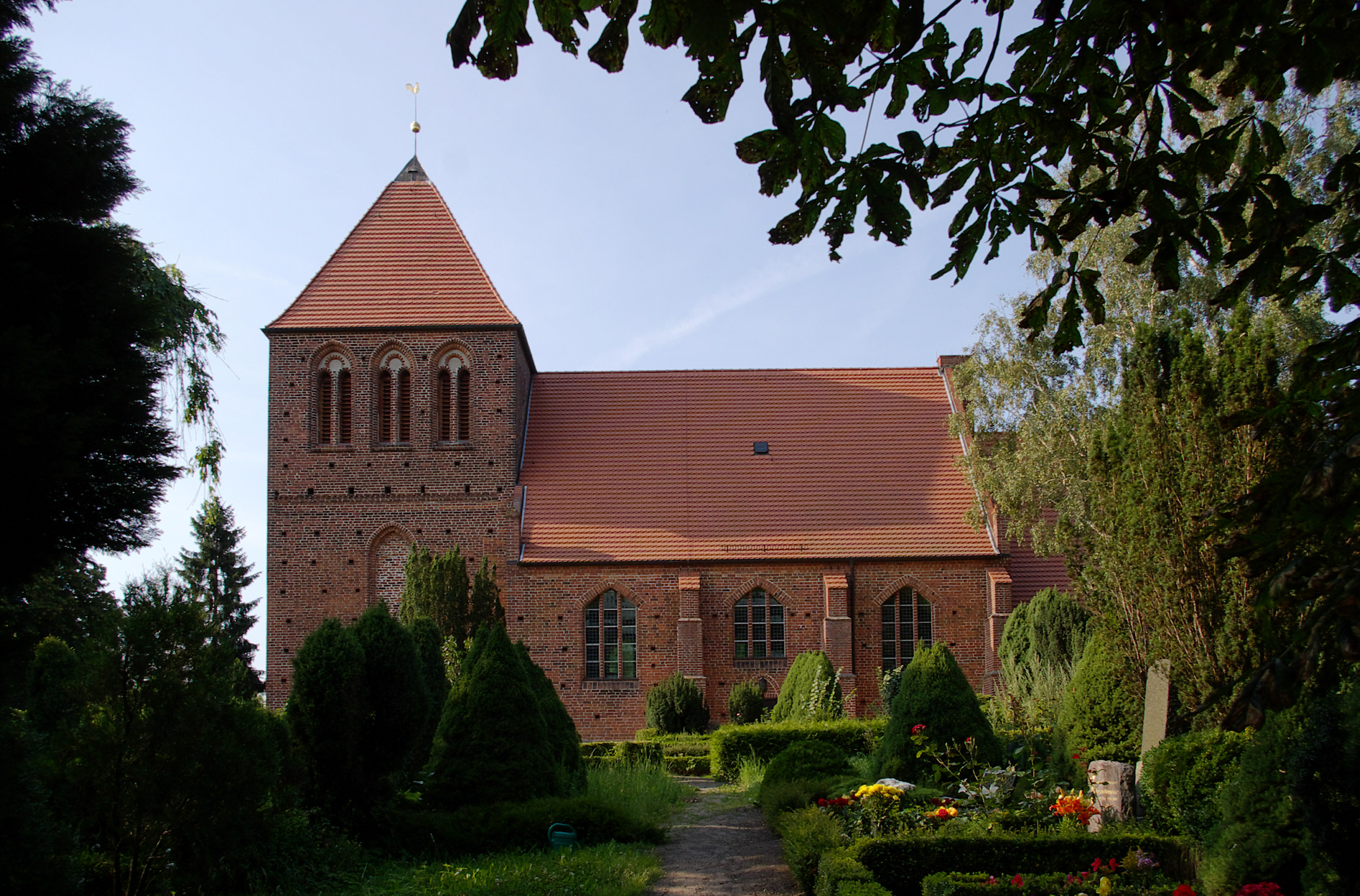
Kościół św. Piotra
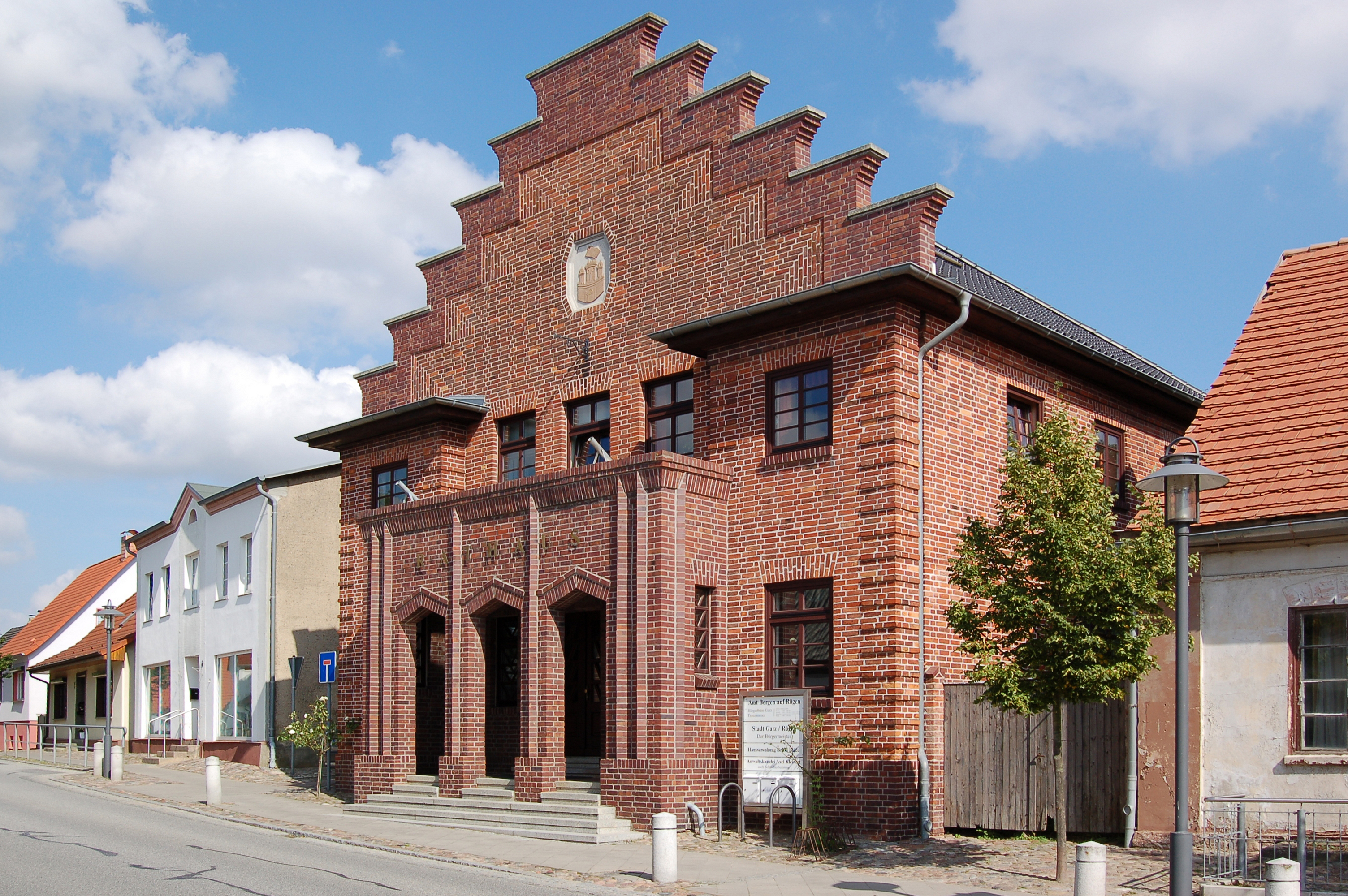
Ratusz
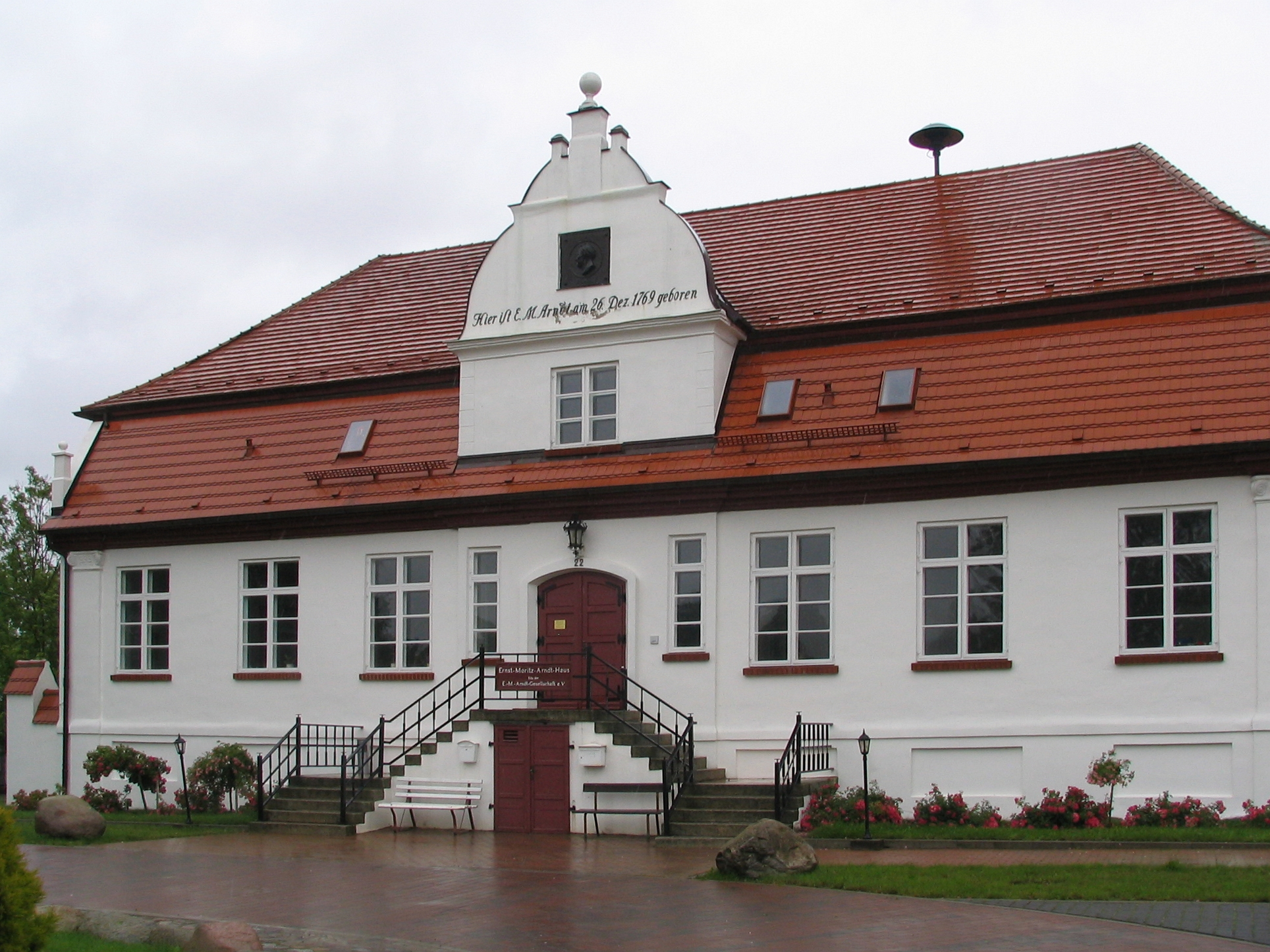
Dwór
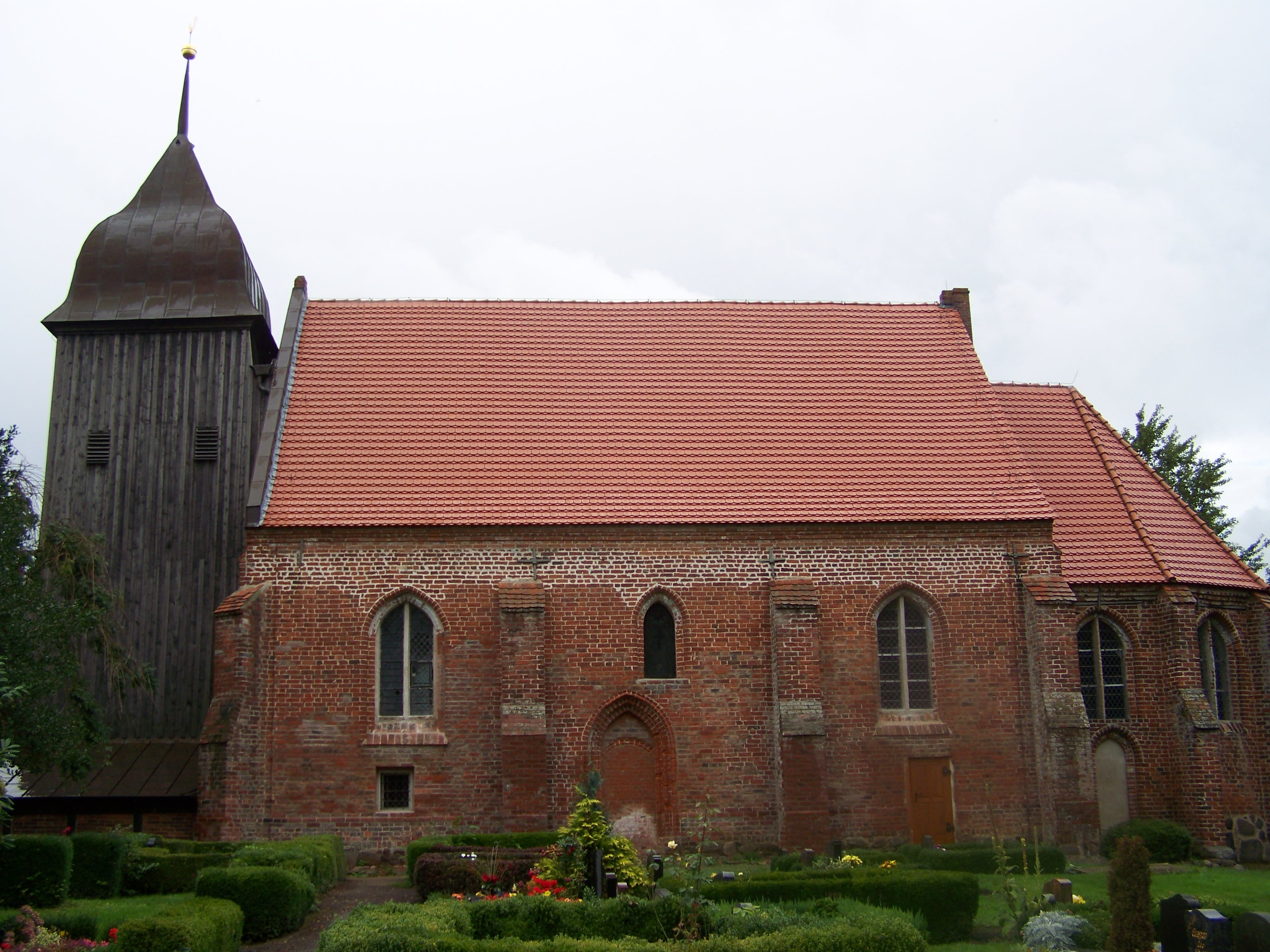
Kościół św. Wawrzyńca